# Lucky Fugitives
Lucky Fugitives è un film del 1936 diretto da Nick Grinde in Canada.
Il film, prodotto da Kenneth J. Bishop, venne girato a Vancouver Island, nella Columbia Britannica (Canada). Il protagonista era l'attore di origine canadese David Manners. Fu distribuito in sala dalla Columbia.